# Uncompahgre Peak
Uncompahgre Peak ist der höchste Berg des San-Juan-Gebirges im US-Bundesstaat Colorado. Er ist Teil der Umcompahgre Wilderness Area und liegt nur etwa elf Kilometer westlich des Ortes Lake City im Hinsdale County.

## Geologie
Der Gipfelbereich des Uncompahgre Peak ist plateauförmig und erhebt sich ungefähr 500 Meter über die umgebenden ausgedehnten Täler. Die Abhänge des Berges sind nicht sonderlich steil, einzig der Nordhang weist eine 210 Meter hohe Klippe auf. Wie alle Berge im San-Juan-Gebirge ist auch Uncompahgre Peak vulkanischen Ursprungs, jedoch kein Vulkan. Er hat eine Schartenhöhe von 1293 Metern.

## Besteigung
Für Aufstiege zum sechsthöchsten Berg Colorados wird bevorzugt der Forstweg 239 des Uncompahgre National Forest gewählt. Dieser beginnt südöstlich des Gipfels, etwa sechs Kilometer westlich von Lake City. Der anspruchsvolle, stark gewundene Wanderweg steigt von Südosten bei einer Länge von sechs Kilometern um 890 Meter bis zum Gipfel. Dort endet er nahe dem westlichen Abhang.

## Name
Uncompahgre wurde nach dem gleichnamigen Zufluss des Gunnison Rivers benannt. Uncompahgre stammt vom Wort Uncompaghre der Ute und bedeutet in etwa Schmutziges Wasser oder Quelle roten Wassers. Gemeint sind wahrscheinlich die dem Ort Ouray nahegelegenen heißen Quellen. Das englische Wort Peak bedeutet Spitze oder Gipfel.